# サンホ・ラシィナ
- サンホ・ラシィナ
- サンフォ・ラシィナ

サンフォ・ラシィナ（Sanfo Lassina , 1997年12月31日 - ）は、ブルキナファソ・ワガドゥグー出身のプロ野球選手（内野手・外野手）。

## 経歴
西アフリカに位置するブルキナファソの首都ワガドゥグー出身。
青年海外協力隊員の指導で2008年から野球を始め、2013年6月に来日。同月30日から日本のプロ野球独立リーグ、四国アイランドリーグplus・高知ファイティングドッグスの練習に参加。7月30日からトライアウトが行われ、遠投90メートル、50メートル走が6秒17と身体能力の高さを見せつけるも、打撃で結果を残せずいったんは不合格となるが、12月4日に球団が練習生として契約を発表した。2014年3月4日再び来日。
2015年8月25日、契約選手への昇格を審査するテストに合格、8月29日に選手登録され、ブルキナファソで初めてプロリーグに所属する野球選手となった。9月2日に高知市野球場で行われた愛媛マンダリンパイレーツとの公式戦で8回に代打で初出場を果たした。
選手登録2年目の2016年前期には、23試合（うち先発16試合）に出場し、打率.233を記録した。ポジションは主に二塁手だった。コーチの吉田豊彦は、2016年7月の新聞記事で「身体能力を考えれば伸びる要素は大きい。野球勘を磨けばもっと良くなる。たった2年半で、この成長は驚きです」と評している。しかし、2016年9月10日付で練習生に降格となり、最終的には出場39試合、打率.247であった。
2017年は49試合に出場、打率.162で5打点、6盗塁を記録した。
2018年開幕時点では、外野手登録となっている。
2019年には、高知に在籍しながら野球ブルキナファソ代表選手として2020年東京オリンピックの予選に出場した。野球ブルキナファソ代表は西アフリカ予選1位の結果を残した。2019年シーズンより、従来は「ラシィナ」だった高知での登録名を「サンフォ」としている。
2020年は30打点を記録して、リーグの最多打点のタイトルを獲得し、外野手部門のベストナインにも選出された。
2021年はチームのキャプテンを務め、打撃タイトルこそ獲得できなかったものの、高知入団以来初の打率3割 (.318)を記録してリーグ4位となり、2年連続で外野手部門のベストナインに選出された。キャプテンへの指名は、監督となった吉田豊彦が、ラシィナの「チームで誰よりも周りをよく見ているし、気配りもできる」性格を買うとともに、リーダーシップの経験を積ませる目的でおこなったという。2022年も2年連続でキャプテンを務め、そのシーズンにチームは13年ぶりのリーグ優勝を達成した。
2024年に、3度目となるキャプテンに指名された。

## プレースタイル・人物
遠投90メートル、50メートル走が6秒17と身体能力の高さが持ち味。
最初の来日後に札幌ドームを訪れており、「ブルキナファソ野球を応援する会」（出合祐太代表、富良野市在住）を通じて同国野球連盟へ野球用具が日本ハムの鶴岡慎也から寄贈された。
高知ではオフに球団が取り組んでいる農業活動にも参加、日本語は2016年時点で通訳を介さずに取材を受けられるレベルまで上達した。2023年時点では「流暢な日本語でコミュニケーションが取ることができ」るレベルと評されている。
キャプテン時代には年次などに分け隔てなく話せる環境作りを意識し、ミーティングを活性化させた。
将来プレーを希望するNPB球団はという質問に対しては、どこでもよいが好きな球団は福岡ソフトバンクホークスだと答えている。2023年には、もしNPBに入団できれば帰化しても構わないと述べた。
高知で得た給料のうち、生活費以外はすべて母国の家族に送っている。

## 詳細情報

### 年度別打撃成績
出典はリーグウェブサイトの過去シーズン個人記録、リーグ公式サイトよりリンクされる「一球速報」（2022年まで）、およびリーグデータサイト（2023年 - ）による。
| 年 度     | 球 団     | 打 率 | 試 合 | 打 席 | 打 数 | 得 点 | 安 打 | 二 塁 打 | 三 塁 打 | 本 塁 打 | 打 点 | 三 振 | 四 球 | 死 球 | 犠 打 | 犠 飛 | 盗 塁 | 長 打 率 | 出 塁 率 | 併 殺 打 | 失 策 |
| --------- | --------- | ----- | ----- | ----- | ----- | ----- | ----- | -------- | -------- | -------- | ----- | ----- | ----- | ----- | ----- | ----- | ----- | -------- | -------- | -------- | ----- |
| 2015      | 高知      | .000  | 4     | 5     | 5     | 0     | 0     | 0        | 0        | 0        | 0     | 4     | 0     | 0     | 0     | 0     | 0     | .000     | .000     | 0        | 0     |
| 2016      | 高知      | .247  | 39    | 100   | 93    | 12    | 23    | 1        | 2        | 1        | 11    | 38    | 6     | 0     | 1     | 0     | 1     | .333     | .292     | 0        | 6     |
| 2017      | 高知      | .162  | 49    | 80    | 68    | 14    | 11    | 2        | 0        | 0        | 5     | 31    | 8     | 2     | 1     | 1     | 6     | .191     | .265     | 0        | 0     |
| 2018      | 高知      | .250  | 32    | 19    | 16    | 5     | 4     | 0        | 0        | 0        | 2     | 7     | 1     | 1     | 1     | 0     | 12    | .250     | .333     | 0        | 1     |
| 2019      | 高知      | .188  | 48    | 91    | 80    | 13    | 15    | 2        | 0        | 0        | 6     | 29    | 5     | 3     | 3     | 0     | 12    | .213     | .261     | 0        | 4     |
| 2020      | 高知      | .257  | 70    | 219   | 179   | 29    | 46    | 10       | 8        | 2        | 30    | 60    | 21    | 11    | 8     | 0     | 6     | .436     | .370     | 1        | 3     |
| 2021      | 高知      | .318  | 61    | 226   | 192   | 27    | 61    | 9        | 4        | 0        | 23    | 54    | 20    | 12    | 0     | 2     | 17    | .406     | .412     | 5        | 3     |
| 2022      | 高知      | .213  | 58    | 229   | 207   | 28    | 44    | 1        | 6        | 0        | 19    | 65    | 15    | 3     | 2     | 2     | 16    | .178     | .238     | 6        | -     |
| 2023      | 高知      | .247  | 57    | 208   | 186   | 27    | 46    | 4        | 4        | 6        | 23    | 64    | 13    | 4     | 2     | 3     | 15    | .409     | .306     | 4        | 2     |
| 2024      | 高知      | .225  | 61    | 220   | 191   | 24    | 43    | 2        | 1        | 2        | 22    | 45    | 15    | 10    | 1     | 3     | 13    | .277     | .311     | 6        | 2     |
| 通算:10年 | 通算:10年 | .241  | 479   | 1397  | 1217  | 179   | 293   | 31       | 25       | 11       | 141   | 397   | 104   | 46    | 19    | 11    | 98    | .334     | .321     | 22       | -     |

- 2024年度シーズン終了時
- 各年度の太字はリーグ最高

### 背番号
- 34 （2014年 - ）